# Sin daños a terceros
Sin daños a terceros è il settimo album in studio del cantautore guatemalteco Ricardo Arjona, pubblicato nel 1998.

## Tracce
1. Te guste o no
2. Mentiroso
3. Olvidarte
4. Desnuda
5. Loco
6. Dime que no
7. Buenas noches Don David
8. No estoy solo
9. Vientre de cuna
10. Hoy es un buen día para empezar
11. Millonario de luz
12. Con una estrella
13. A siete metros
14. Tarde (Sin daños a terceros)